# Бондарів (струмок)
Бондарів, Бондарна (рос. Бондарев) — струмок (річка) в Україні й Росії у Старобільському й Кантемирівського районах Луганської й Воронезької областей. Ліва притока річки Білої (басейн Азовського моря).

## Опис
Довжина струмка приблизно 17,90 км, найкоротша відстань між витоком і гирлом — 15,04  км, коефіцієнт звивистості річки — 1,19 . Формується багатьма балками.

## Розташування
Бере початок на північній стороні від села Височинівка. Тече переважно на північний захід через село Пантюшине, Бондарево (Росія) і на південно-східній стороні від села Жиліно впадає у річку Білу, ліву притоку Айдару.